# Arthur Jonath

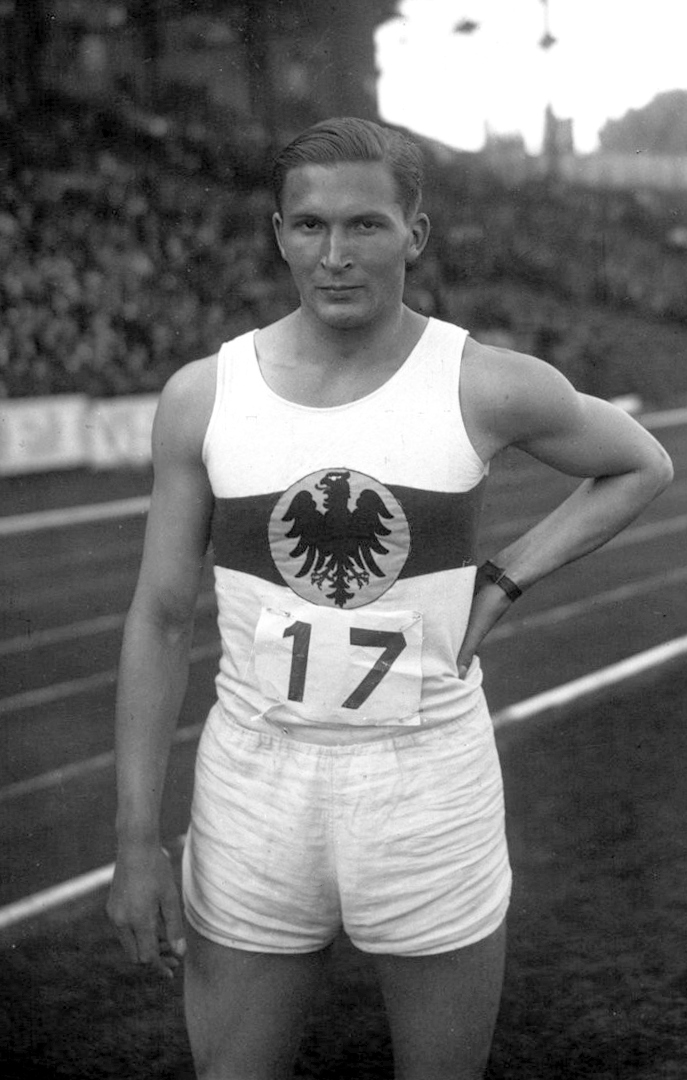
Arthur Jonath, 1931

Arthur Jonath (* 9. September 1909 in Bentrop, Kreis Unna; † 11. April 1963 in Neu-Isenburg, Hessen) war ein deutscher Leichtathlet, der bei den Olympischen Spielen 1932 in Los Angeles die Bronzemedaille im 100-Meter-Lauf (10,4 s) sowie die Silbermedaille in der 4-mal-100-Meter-Staffel (40,9 s, zusammen mit Helmut Körnig, Friedrich Hendrix und Erich Borchmeyer) gewann. Er nahm auch am 200-Meter-Lauf teil und wurde dort Vierter (21,6 s). Am 5. Juni 1932 in Bochum lief er zudem als erster Europäer 10,3 s über die 100 Meter, was damals Weltrekord bedeutete.
1930 wurde Jonath Deutscher Vizemeister über 100 Meter. 1931 und 1932 wurde er Deutscher Meister über 100 und 200 Meter. Mit der 4-mal-100-Meter-Staffel des DSV Hannover 1878 wurde er 1930 Deutscher Vizemeister, mit der Staffel des TuS Bochum erreichte er 1931 den dritten Platz sowie 1932 und 1933 den zweiten Platz im Meisterschaftsfinale.
Arthur Jonath gehörte bis 1930 dem DSV Hannover 1878, danach dem TuS Bochum 08, einem Vorläuferverein des VfL Bochum, an. Bei einer Größe von 1,79 m hatte er ein Wettkampfgewicht von 73 kg.
Er war Mitglied der SS (SS-Nummer 85.888).